# بسمة مصطفى (ممثلة)
بسمة مصطفى (24 مارس 1984 -) هي ممثلة إعلانات وممثلة أفلام ومذيعة تلفزيونية مصرية.

## مسيرتها
كانت بداية بسمة في عروض الأزياء والإعلانات التجارية منذ الصغر، قامت بسمة بحضور عدة ورش تمثيل من ضمنها ورشة فريد النقراشي ومروة جبريل.

## أعمالها
- كازبلانكا فيلم 2019
- أنا وهي 2022 - مسلسل
- قواعد الطلاق ال 45 2021 - مسلسل
- سرايا عابدين ج1 2014 - مسلسل
- حمزة وبناته الخمسة 2001 - مسلسل
- كل هذا الحب 2000 - سهرة تليفزيونية
- الحساب 1998 - مسلسل
- ضد التيار 1997 - مسلسل
- عوضين وإمبراطورية عين 1997 - مسلسل
- حكايات مجنونة 1995 - مسلسل
- الفدّان الأخير 1988 - مسلسل
- دقة قديمة - فيلم
- نار فيلم